# Yoshimi Osawa
Yoshimi Osawa (大沢慶巳 Osawa Yoshimi) (født 8. januar 1926, død 21. oktober 2022) var en japansk judoka. Han opnåede tiende dan (hvilket i alt kun femten personer har opnået). Han blev forfremmet ved New Year Kagami biraki ceremonien den 8. januar 2006, sammen med Ichiro Abe og Toshiro Daigo.

## Biografi
Osawa blev født den 8. januar 1926 i Sakura i Japan. Han blev uddannet ved Waseda Universitetet og blev senere professor der. Han var ofte anset som en teknisk udøver af judo, mest på grund af hans ashi-waza, og selvom han ikke vejede meget, var han anset som en favorit ved All-Japan Judo Championships (hvor han i øvrigt besejrede den tidligere mester fra 1948, Yasuichi Matsumoto) til at vinde Fukuoka-turneringen i november 1948.